# Jelena Borissowna Skrynnik

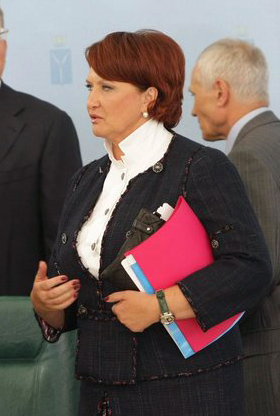
Jelena Skrynnik

Jelena Borissowna Skrynnik (russisch Елена Борисовна Скрынник; * 30. August 1961 in Korkino) ist eine russische Unternehmerin und Politikerin. Von März 2009 bis Mai 2012 war sie Ministerin für Landwirtschaft in der Regierung der Russischen Föderation.
Jelena Skrynnik studierte in Tscheljabinsk Medizin und Ökonomie. 1992 absolvierte sie die Akademie für Volkswirtschaft bei der Regierung der Russischen Föderation mit einem Abschluss in Management-Fähigkeiten. Sie besitzt einen medizinischen Doktortitel und promovierte in Ökonomie.
1994 gründete sie das Unternehmen Medleasing, eine Leasinggesellschaft für Medizintechnik. Seit 2002 war sie Generaldirektorin der Rosagroleasing, ein Unternehmen welches Agrarproduzenten auf Leasingbasis mit Technik und Zuchtrindern versorgt.
Am 12. März 2009 wurde sie als Nachfolgerin von Alexei Gordejew zur russischen Landwirtschaftsministerin ernannt. Der neuen Regierung unter Dmitri Medwedew gehört sie nicht mehr an. Ihr Nachfolger wurde Nikolai Fjodorow. Skrynnik ist seit November 2008 Mitglied des Vorstandes der Regierungspartei Einiges Russland.
Ein Geldwäscherei-Verfahren in der Schweiz wurde wegen mangelnder Kooperation der russischen Behörden eingestellt, die aus dem Umfeld der Ministerin zeitweise blockierten 70 Millionen Schweizer Franken wurden wieder freigegeben. In der Verfügung von Mitte Juli 2017 schrieb die Bundesanwaltschaft: «Vorliegend konnte aufgrund des unvollständigen Rechtshilfevollzuges (...) der für die Geldwäscherei tatbestandsnotwendige Nachweis von Vortaten nicht erbracht, der Tatverdacht mithin nicht anklagegenügend erhärtet werden, weswegen die Untersuchung wegen Geldwäscherei (...) einzustellen ist.»
Jelena Skrynnik ist gläubige, russisch-orthodoxe Christin und setzt sich ehrenamtlich für die Kirche ein. Dafür wurde sie vom Moskauer Patriarchat mit dem „Orden der Heiligen Apostelgleichen Fürstin Olga III. Grades“ sowie dem „Orden des Heiligen Märtyrers Tryphon III. Grades“ ausgezeichnet.